# Mecynostomella hollowayi
Mecynostomella hollowayi is een schietmot uit de
familie Kokiriidae. De soort komt voor in het Australaziatisch gebied.